# Chiesa di San Giovanni in Sacco
La chiesa di San Giovanni in Sacco è stata un luogo di culto cattolico che sorgeva a Verona, demolito nel 1518.

## Storia
Venne edificata nel 1352 nella contrada Sacco (da cui il nome), la quale si estendeva al di fuori delle mura cittadine nei dintorni di porta San Giorgio; l'edificio venne realizzato per volere del nobile condottiero Spinetta Malaspina, che fece anche costruire, nei pressi della chiesa, un ospedale per i poveri e un ospizio per nobili decaduti. L'edificio venne demolito nel 1518, dopo che l'anno precedente venne ordinato dalla Repubblica di Venezia di realizzare la "spianata", ovvero la demolizione di tutti gli edifici presenti nel raggio di un miglio dalle mura venete di Verona.
Nella chiesa era conservato il complesso scultoreo Monumento funebre di Spinetta Malaspina, spostato in altro edificio a causa della demolizione della chiesa ed attualmente conservato a Londra nel Victoria and Albert Museum.